# Dactylocythere prinsi
Dactylocythere prinsi är en kräftdjursart som beskrevs av Hobbs och Walton 1968. Dactylocythere prinsi ingår i släktet Dactylocythere och familjen Entocytheridae. Inga underarter finns listade i Catalogue of Life.